# Хамилтон (Ајова)
Хамилтон (енгл. Hamilton) град је у америчкој савезној држави Ајова. По попису становништва из 2010. у њему је живело 130 становника.

## Демографија
Према попису становништва из 2010. у граду је живело 130 становника, што је -14 (-9.7%) становника више него 2000. године.
| Група             | 2000.       | 2010.       |
| Белци             | 141 (97,9%) | 128 (98,5%) |
| Афроамериканци    | 1 (0,7%)    | 0 (0,0%)    |
| Азијати           | 0 (0,0%)    | 0 (0,0%)    |
| Хиспаноамериканци | 0 (0,0%)    | 2 (1,5%)    |
| Укупно            | 144         | 130         |